# USS Hopper (DDG-70)
El USS Hopper (DDG-70) es el 29.º destructor de la clase Arleigh Burke en servicio con la Armada de los Estados Unidos desde 1997.

## Construcción
Fue colocada la quilla el 23 de febrero de 1995 y el casco botado el 6 de enero de 1996 en el Bath Iron Works (Maine). Fue asignado el 6 de septiembre de 1997.

## Historial de servicio

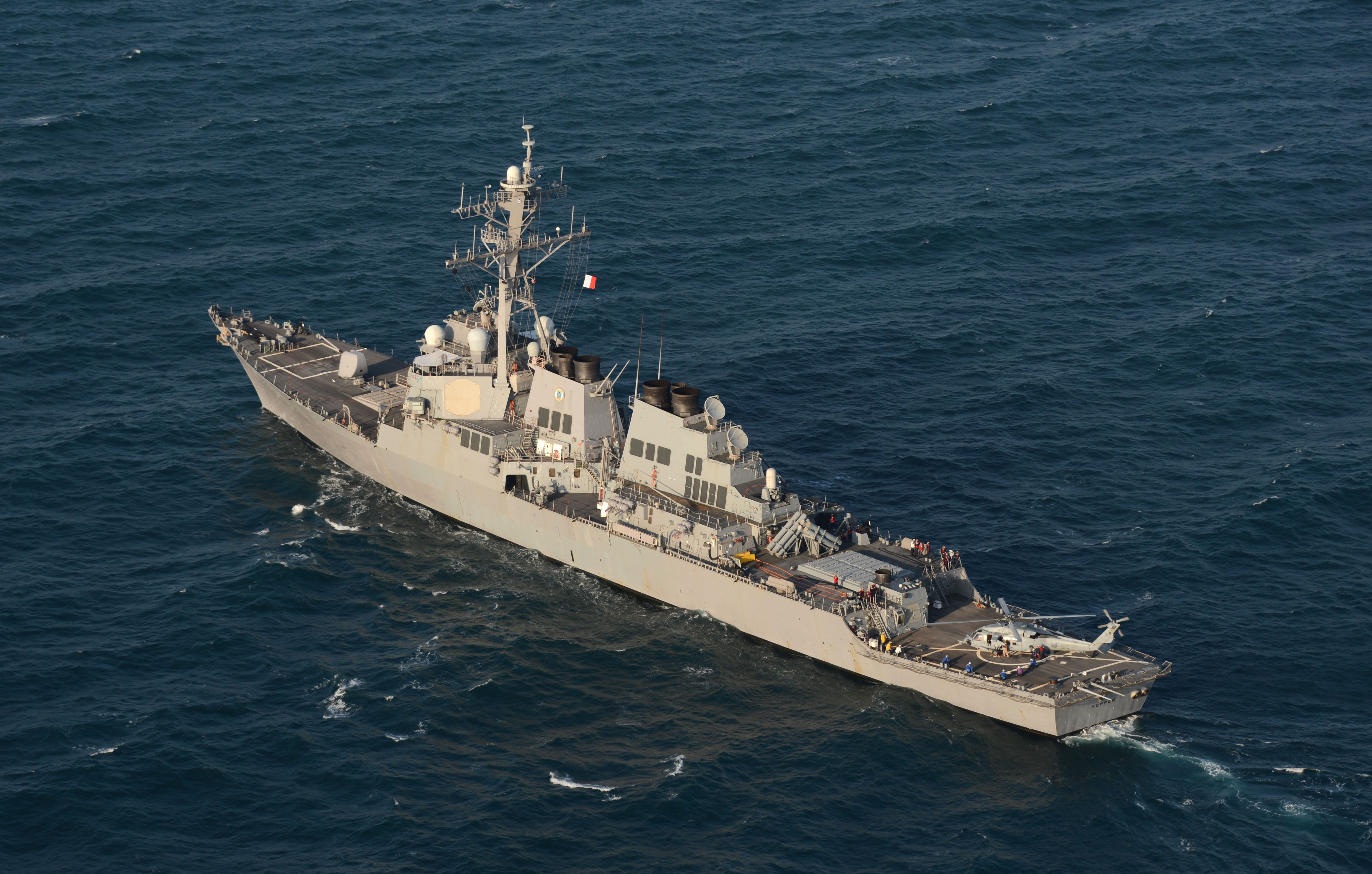
El USS Hopper (DDG-70) en el año 2013.

Su apostadero es la base naval de Pearl Harbor, Hawái.

## Nombre
Su nombre es un homenaje a la contraalmirante Grace Murray Hopper.